# Каїршахтинський сільський округ
Каїрша́хтинський сільський округ (каз. Қайыршақты ауылдық округі, рос. Каиршахтинский сельский округ) — адміністративна одиниця у складі Атирауської міської адміністрації Атирауської області Казахстану. Адміністративний центр — село Томарли.
Населення — 31587 осіб (2021; 12000 у 2009, 8180 у 1999, 7827 у 1989).
Станом на 1989 рік існували Кайршахтинська сільська рада (села Бесікти, Талкайран, Томарли, селище Аспа) у складі Махамбетського району та Ленінградська сільська рада (село Ленінградське, селище Дальній) у складі Гур'євської міської ради обласного підпорядкування. З 1990 року сільради увійшли до складу Балакшинського району, з 1993 року — Каїршахтинський сільський округ та Аксайський сільський округ у складі Балакшинського району, з 1997 року — у складі Атирауської міської адміністрації. 30 вересня 2022 року було ліквідовано Аксайський сільський округ, населені пункти якого (села Акжар та Аксай) і територія площею 65,64 км² передані до складу Каїршахтинського сільського округу.

## Склад
До складу округу входять такі населені пункти:
| Населений пункт | Колишні назви | Населення, осіб (1989) | Населення, осіб (1999) | Населення, осіб (2009) | Населення, осіб (2021) |
| --------------- | ------------- | ---------------------- | ---------------------- | ---------------------- | ---------------------- |
| Акжар, село     | Дальній       | 296                    | 2406                   | 3337                   | 5815                   |
| Аксай, село     | Ленінградське | 3350                   | 1147                   | 1671                   | 4444                   |
| Аспа, селище    | -             | 177                    | -                      | -                      | -                      |
| Бесікти, село   | -             | 688                    | 856                    | 1021                   | 1063                   |
| Талкайран, село | -             | 659                    | 721                    | 935                    | 1386                   |
| Томарли, село   | -             | 2657                   | 3050                   | 5036                   | 18879                  |